# Ambassade van IJsland in Oostenrijk
De ambassade van IJsland in Oostenrijk is gevestigd in het oude centrum van Wenen. De ambassade vertegenwoordigt IJsland ook bij de verschillende internationale organisaties in Wenen en is geaccrediteerd naar een viertal naburige landen.

## Geschiedenis
De bilaterale betrekkingen tussen IJsland en Oostenrijk werden op 20 juli 1964 geformaliseerd. Een jaar later werd Árni Tryggvason als eerste IJslandse ambassadeur naar Oostenrijk geaccrediteerd, die deze vertegenwoordiging vanuit de ambassade in Stockholm deed.
In 1992 opende in Wenen de IJslandse permanente vertegenwoordiging naar de OVSE, maar deze werd een jaar later alweer gesloten vanwege bezuinigingen. In 1999 werd de missie heropend en in 2001 werd op dezelfde locatie een volwaardige ambassade gevestigd met een residerend ambassadeur. In de periode 2017-2022 was de ambassade gesloten en fungeerde de post alleen als permanente vertegenwoordiging naar de internationale organisaties in Wenen.

## Missie
De missie in Wenen vertegenwoordigt IJsland in Oostenrijk, Kroatië, Hongarije, Slovenië en Slowakije, waarbij de ambassadeur in deze landen is geaccrediteerd. Tevens fungeert de ambassade als permanente missie bij de Organisatie voor Veiligheid en Samenwerking in Europa (OVSE), het Bureau van de Verenigde Naties in Wenen (UNOV), het Internationaal Atoomenergieagentschap (IAEA) en andere agentschappen. Er zijn in het dekkingsgebied zeven honorair consuls benoemd, verspreid over de vijf landen.

## Ambassadeurs
De volgende diplomaten waren ambassadeur voor IJsland naar Oostenrijk. Tot 2001 waren dit 'niet-residerende' ambassadeurs met een standplaats buiten Oostenrijk.
| #                                                              | Naam                                     | Aanstelling                              | Einde missie                             | Bron                                     | Vertegenwoordiging naar |
| Zaakgelastigde ambassadeur vanuit Zweden                       | Zaakgelastigde ambassadeur vanuit Zweden | Zaakgelastigde ambassadeur vanuit Zweden | Zaakgelastigde ambassadeur vanuit Zweden | Zaakgelastigde ambassadeur vanuit Zweden | Zaakgelastigde ambassadeur vanuit Zweden |
| -------------------------------------------------------------- | ---------------------------------------- | ---------------------------------------- | ---------------------------------------- | ---------------------------------------- | --- |
| 1                                                              | Árni Tryggvason                          | 19 juli 1965                             | 1 oktober 1969                           |                                          | |
| 2                                                              | Haraldur Kröyer                          | 1 april 1970                             | 29 november 1973                         |                                          | |
| 3                                                              | Guðmundur Ívarsson Guðmundsson           | 29 november 1973                         | 26 november 1976                         |                                          | |
| Zaakgelastigde ambassadeur vanuit Duitsland                    |                                          |                                          |                                          |                                          | |
| 4                                                              | Niels P. Sigurðsson                      | 26 november 1976                         | 20 april 1979                            |                                          | |
| 5                                                              | Pétur Eggerz                             | 20 april 1979                            | 28 oktober 1983                          |                                          | |
| 6                                                              | Hannes Jónsson                           | 28 oktober 1983                          | 11 maart 1987                            |                                          | |
| 7                                                              | Páll Ásgeir Tryggvason                   | 11 maart 1987                            | 12 oktober 1989                          |                                          | |
| 8                                                              | Hjálmar W. Hannesson                     | 12 oktober 1989                          | 12 september 1995                        |                                          | |
| 9                                                              | Ingimundur Sigfússon                     | 12 September 1995                        | 7 mei 2001                               |                                          | |
| Ambassadeur in Oostenrijk                                      |                                          |                                          |                                          |                                          | |
| 10                                                             | Þórður Ægir Óskarsson                    | 7 mei 2001                               | 9 september 2004                         |                                          | Bosnië en Herzegovina (2001-2014) Slowakije (2001-2017) Hongarije (2001-2017) Tsjechië (2003-2017) Montenegro (2007-2010) Macedonië (2010-2017) Slovenië (2010-2017) Bron |
| 11                                                             | Sveinn Björnsson                         | 9 september 2004                         | 14 oktober 2009                          |                                          | Bosnië en Herzegovina (2001-2014) Slowakije (2001-2017) Hongarije (2001-2017) Tsjechië (2003-2017) Montenegro (2007-2010) Macedonië (2010-2017) Slovenië (2010-2017) Bron |
| 12                                                             | Stefán Skjaldarson                       | 14 oktober 2009                          | 17 september 2013                        |                                          | Bosnië en Herzegovina (2001-2014) Slowakije (2001-2017) Hongarije (2001-2017) Tsjechië (2003-2017) Montenegro (2007-2010) Macedonië (2010-2017) Slovenië (2010-2017) Bron |
| 13                                                             | Auðunn Atlason                           | 17 september 2013                        | 1 augustus 2016                          | [ 12 ] [ 13 ]                            | Bosnië en Herzegovina (2001-2014) Slowakije (2001-2017) Hongarije (2001-2017) Tsjechië (2003-2017) Montenegro (2007-2010) Macedonië (2010-2017) Slovenië (2010-2017) Bron |
| 14                                                             | Gréta Gunnarsdóttir                      | 1 augustus 2016                          | 1 oktober 2017                           | [ 13 ] [ 14 ]                            | Bosnië en Herzegovina (2001-2014) Slowakije (2001-2017) Hongarije (2001-2017) Tsjechië (2003-2017) Montenegro (2007-2010) Macedonië (2010-2017) Slovenië (2010-2017) Bron |
|                                                                | Geen ambassadeur in Oostenrijk           | Geen ambassadeur in Oostenrijk           | Geen ambassadeur in Oostenrijk           | [ 4 ]                                    | |
| 15                                                             | Kristín A. Árnadóttir                    | 16 september 2022                        | 1 augustus 2023                          | [ 4 ] [ 15 ]                             | Hongarije (2022-) Kroatië (2022-) Slovenië (2022-) Slowakije (2022-) Bron                                                                                                 |
| 16                                                             | Helga Hauksdóttir                        | 19 september 2023                        |                                          | [ 17 ]                                   | Hongarije (2022-) Kroatië (2022-) Slovenië (2022-) Slowakije (2022-) Bron                                                                                                 |
| Bron tot en met maart 2016. Lijst bijgewerkt in februari 2024. |                                          |                                          |                                          |                                          | |